# Karima Mekkaoui
Karima Mekkaoui, née le 9 octobre 1999, est une karatéka algérienne.

## Carrière
Karima Mekkaoui est éliminée en huitièmes de finale des Jeux méditerranéens de 2022 à Oran, en kumite individuel des moins de 68 kg, par la Française Flamande Natanelli.
Elle est médaillée d'or en kumite par équipes aux Championnats d'Afrique de karaté 2022 à Durban.
Aux Jeux panarabes de 2023 à Alger, elle est médaillée de bronze en kumite individuel des moins de 68 kg.
En mars 2024, elle est médaillée de bronze en kumite individuel des moins de 68 kg aux Jeux africains à Accra.
Elle est médaillée de bronze en kumite individuel des moins de 68 kg lors des Championnats d'Afrique 2025 à Abuja.